# Mexikói női labdarúgó-bajnokság (első osztály)
A mexikói női labdarúgó-bajnokság első osztályának (spanyolul Primera División Femenil de México vagy Liga MX Femenil) létrehozását 2016-ban jelentették be, az első szezon 2017 júliusában kezdődött. A részt vevő csapatok száma 18.

## Csapatok
A 2023-as Apertura és a 2024-es Clausura csapatai:
| Csapat               | Város           | Állam            |
| -------------------- | --------------- | ---------------- |
| América              | Mexikóváros     | Distrito Federal |
| Atlas                | Guadalajara     | Jalisco          |
| Cruz Azul            | Mexikóváros     | Distrito Federal |
| Guadalajara          | Guadalajara     | Jalisco          |
| Juárez               | Ciudad Juárez   | Chihuahua        |
| León                 | León            | Guanajuato       |
| Mazatlán             | Mazatlán        | Sinaloa          |
| Necaxa               | Aguascalientes  | Aguascalientes   |
| Pachuca              | Pachuca de Soto | Hidalgo          |
| Puebla               | Puebla          | Puebla           |
| Querétaro            | Querétaro       | Querétaro        |
| Monterrey            | Monterrey       | Új-León          |
| San Luis             | San Luis Potosí | San Luis Potosí  |
| Santos Laguna        | Torreón         | Coahuila         |
| Tigres               | Monterrey       | Új-León          |
| Tijuana              | Tijuana         | Alsó-Kalifornia  |
| Toluca               | Toluca de Lerdo | México           |
| Universidad Nacional | Mexikóváros     | Distrito Federal |

## Lebonyolítási rendszer, szabályok
A bajnokságban egy évben két szezont rendeznek: az év második felében az Apertura, a következő év első felében a Clausura szezont. Mindkettőben való győzelem külön-külön teljes értékű bajnoki címet ér. A részt vevő csapatok száma 18, az alapszakaszban mindenki egyszer játszik mindenkivel, majd a 17 forduló után a nyolc legjobb negyeddöntőket, elődöntőket, végül döntőt játszik egymással. Ebben az egyenes kieséses szakaszban (liguillában) oda-visszavágós rendszer van, de ha összesítésben döntetlen lesz az eredmény, akkor nem számít az idegenben lőtt több gól, és hosszabbítás sincs, hanem rögtön büntetőpárbaj következik.
A bajnokságban kizárólag Mexikóban született és mexikói–amerikai játékosok szerepelhetnek, de utóbbiak közül csak legfeljebb 6 lehet egy csapatban. Főként a fiataloknak kell lehetőséget kapniuk: hivatalosan minden klub csak hat 25 évnél idősebb játékossal rendelkezhet.

## Nézettség
A női mérkőzések nézettsége nagyon változó. Számos eseményre nem árusítanak jegyeket, így azok üres stadionokban zajlanak, máskor néhány száz vagy néhány ezer néző ül a lelátókon. Néha azonban jóval többen látogatnak ki egy-egy meccsre, 2017 szeptemberében például egy León–Chivas alkalmával (amikor a belépés ingyenes volt) 25 000 nézőt regisztráltak. Ez a rekord 2017. november 20-án dőlt meg az első bajnoki szezon döntőjének első mérkőzésén, amikor Pachucában 28 955-en voltak a Chivas ellen a lelátón, majd négy nappal később, a visszavágón újabb rekord született: 32 466 néző. Azonban 2018-ban ez a csúcs is megdőlt: a Monterreyben rendezett májusi döntő első mérkőzésén 38 230, a visszavágón pedig 51 211 néző volt a stadionokban.

## Története
2016 decemberében jelentették be, hogy a mexikói női labdarúgás fejlesztése érdekében jövő évben elindul az országos bajnokság. Az első mérkőzést 2017. július 28-án játszotta a Pachuca és a Pumas: a találkozó a hazaiak 3–0-s győzelmével zárult. A bajnokság történetének első gólját a 17 éves Berenice Muñoz szerezte az 52. percben.
Az első négy szezont még úgy játszották le, hogy két csoportra voltak osztva a csapatok, később a férfibajnoksághoz hasonlóvá vált a lebonyolítási rendszer. Kezdetben szigorúbb szabályok vonatkoztak arra, hogy minél több fiatal játékost kell alkalmazni, 2019 nyarától ezek a szabályok is enyhültek.
A nagy lelkesedés, amely az induláskor jellemezte a női bajnokságot, 2019 elejére több klubnál is alábbhagyott. Miután megtapasztalták, hogy a női bajnokság nem jövedelmező számukra (nagyok például az utazási költségek, de kevés a néző és a szponzor), többen azt kezdték sürgetni, hogy ne legyen kötelező a férfibajnokság első osztályában szereplő kluboknak a nőiben is csapatot indítaniuk.

## Legsikeresebb csapatok

### Bajnoki címek és második helyezések száma szerint
| Csapat      | Bajnoki címek | Második helyezések |
| ----------- | ------------- | ------------------ |
| Tigres      | 6             | 3                  |
| Monterrey   | 2             | 3                  |
| América     | 2             | 2                  |
| Guadalajara | 2             | 1                  |
| Pachuca     | 0             | 3                  |

### Évek szerint
| Szezon        | Bajnok                                                  | Második helyezett                                       |
| ------------- | ------------------------------------------------------- | ------------------------------------------------------- |
| 2017 Apertura | Guadalajara                                             | Pachuca                                                 |
| 2018 Clausura | Tigres                                                  | Monterrey                                               |
| 2018 Apertura | América                                                 | Tigres                                                  |
| 2019 Clausura | Tigres                                                  | Monterrey                                               |
| 2019 Apertura | Monterrey                                               | Tigres                                                  |
| 2020 Clausura | A bajnokságot törölték a koronavírus-világjárvány miatt | A bajnokságot törölték a koronavírus-világjárvány miatt |
| 2020 Apertura | Tigres                                                  | Monterrey                                               |
| 2021 Clausura | Tigres                                                  | Guadalajara                                             |
| 2021 Apertura | Monterrey                                               | Tigres                                                  |
| 2022 Clausura | Guadalajara                                             | Pachuca                                                 |
| 2022 Apertura | Tigres                                                  | América                                                 |
| 2023 Clausura | América                                                 | Pachuca                                                 |
| 2023 Apertura | Tigres                                                  | América                                                 |